# Папа Јован XXI
Папа Јован XXI (лат. Ioannes XXI; Лисабон 1210те - Витербо, 27. мај 1277) је био 187. папа од 20. септембра 1276. до 20. маја 1277.